# Мурий Іван Опанасович
Іван Опанасович Мурий (Мурій) (10 серпня 1903 (за  старим стилем), село Рідкодуби, тепер Хмельницького району Хмельницької області — 2 січня 1977, село Рідкодуби Хмельницького району Хмельницької області) — український радянський діяч, в.о. голови виконавчого комітету Красилівської районної ради депутатів трудящих Кам'янець-Подільської (Хмельницької) області. Депутат Верховної Ради СРСР 1-го скликання.

## Життєпис
Народився в бідній селянській родині. Батько працював на залізничній станції. Трудову діяльність розпочав у семирічному віці пастухом. З 1910 року навчався в трирічній церковно-приходській школі. З 1919 року працював у сільському господарстві батьків.
У 1923 році вступив до ВЛКСМ, був організатором комсомольського осередку в селі Рідкодуби. У 1924 році брав участь в організації першого колгоспу в Рідкодубах.
У 1924—1927 роках — голова комітету незаможних селян села Рідкодуби Подільської губернії.
Член ВКП(б) з 1926 року.
У 1927—1928 роках — голова Рідкодубівської сільської ради на Поділлі.
У 1928—1930 роках — голова колгоспу села Рідкодуби; на роботі в сільському кредитному товаристві. У 1930—1931 роках — голова колгоспу села Рідкодуби. 
У 1931—1932 роках — голова колгоспу села Аркадіївці Проскурівського району.
У 1932 році — голова Рідкодубівської сільської ради на Поділлі.
У 1932—1935 роках — голова колгоспу села Рідкодуби Вінницької області.
У 1935—1937 роках — завідувач Чорноострівського районного земельного відділу Вінницької області.
З вересня 1937 року — виконувач обов'язків голови виконавчого комітету Красилівської районної ради депутатів трудящих Кам'янець-Подільської (Хмельницької) області.
Був одружений. Мав сина Євгена.
Помер 2 січня 1977 року. Похований на сільському кладовищі села Рідкодуби.